# 21685 Франкомаллія
21685 Франкомаллія (21685 Francomallia) — астероїд головного поясу, відкритий 11 вересня 1999 року.
Тіссеранів параметр щодо Юпітера — 3,285.